# Giovan Battista Castello

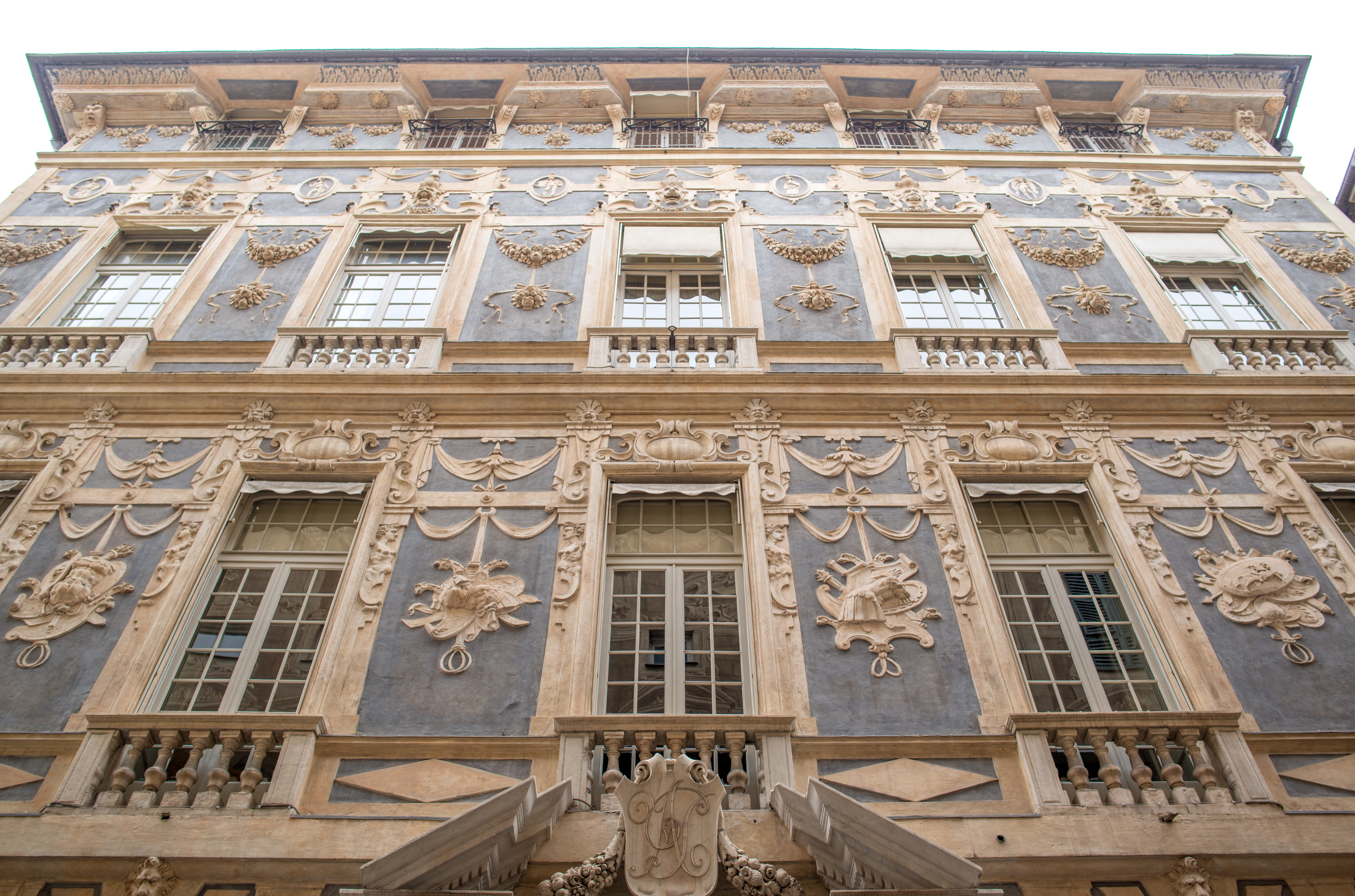
Palazzo di Lugi Centurione (Palazzo Podestà), facciata su progetto del Castello

Giovanni Battista Castello, detto Il Bergamasco (Trescore Balneario, 1526 – Madrid, 3 giugno 1569), è stato un architetto, pittore e stuccatore italiano.

## Biografia

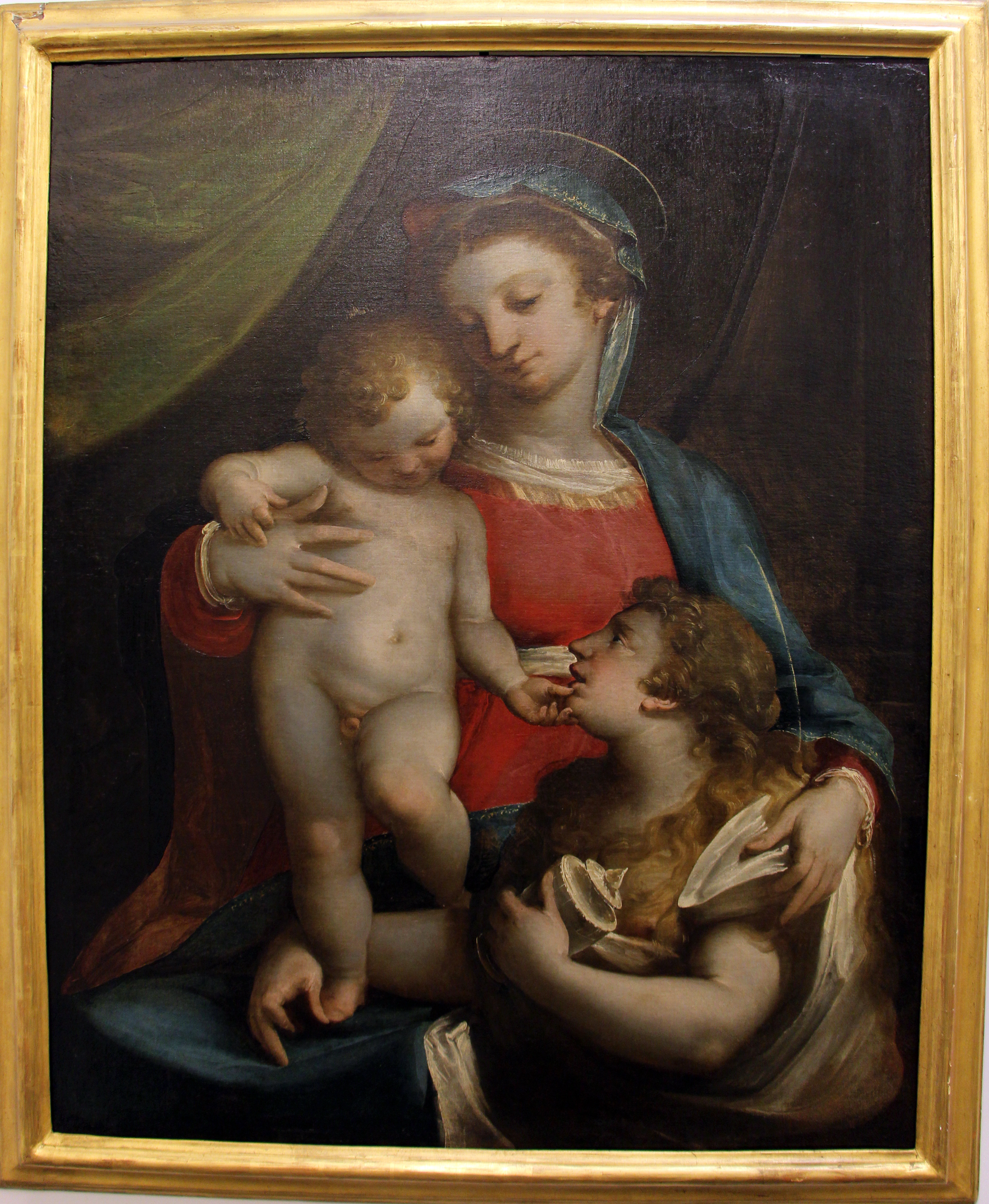
Madonna con il Bambino, Palazzo Bianco, Genova

La famiglia era oriunda di Gandino località conosciuta come “Castello” in val Seriana,, ma Giovanni Battista nacque a Trescore Balneario o a Lovere nell'estate del 1526 e visse poi fino ai dieci anni a Lovere, il padre Giovanni Maria anche lui pittore era originario di Gandino: “Joanne Maria quondam domini Georgij de Castello”. Risulta aver firmato un contratto per la chiesa di San Pietro di Trescore nel 1525, La famiglia era ritornata poi a Trescore per trasferirsi dal 1541 a Bergamo. Giovanni Battista fece il suo apprendistato presso la bottega del pittore cremasco Aurelio Busso, lo stesso che, allievo di Polidoro da Caravaggio, aveva frequentato a Roma l'Accademia di San Luca e aveva collaborato con Giulio Romano a Mantova.
Come testimoniano le biografie antiche, trasferitosi a Genova intorno al 1545, godette della protezione di Tobia Pallavicino, mercante fra i più ricchi di Genova, che “vista la virtuosa inclinatione del povero studente” gli finanziò un viaggio di formazione a Roma.
Nel 1556, ultimati i perduti affreschi della parrocchiale di San Pietro di Trescore, venne incaricato di decorare il salone, costruito su suo progetto, della casa di Guido e Paolo Lanzi a Gorlago, con una serie di affreschi raffiguranti le Storie di Ulisse, dodici episodi tratti dall'Odissea, oggi strappati e conservati presso il Palazzo della Provincia (Bergamo). Il ciclo, realizzato in occasione della laurea in medicina di Paolo Lanzi, è concepito come un elogio delle arti, della pace e dell'intelligenza (Apollo, Minerva e le Muse) contro la violenza della guerra.
Sempre a Bergamo, eseguì uno dei perduti affreschi nella cappella Colleoni e disegnò il progetto di rinnovo e completamento della chiesa di santo Spirito, del quale ci restano tre disegni e una relazione. In città affrescò il disimpegno di una casa dei Rota nella contrada di Sant'Alessandro in colonna mentre a Malpaga affrescò uno degli ingressi e un ambiente del castello dei Martinengo Colleoni

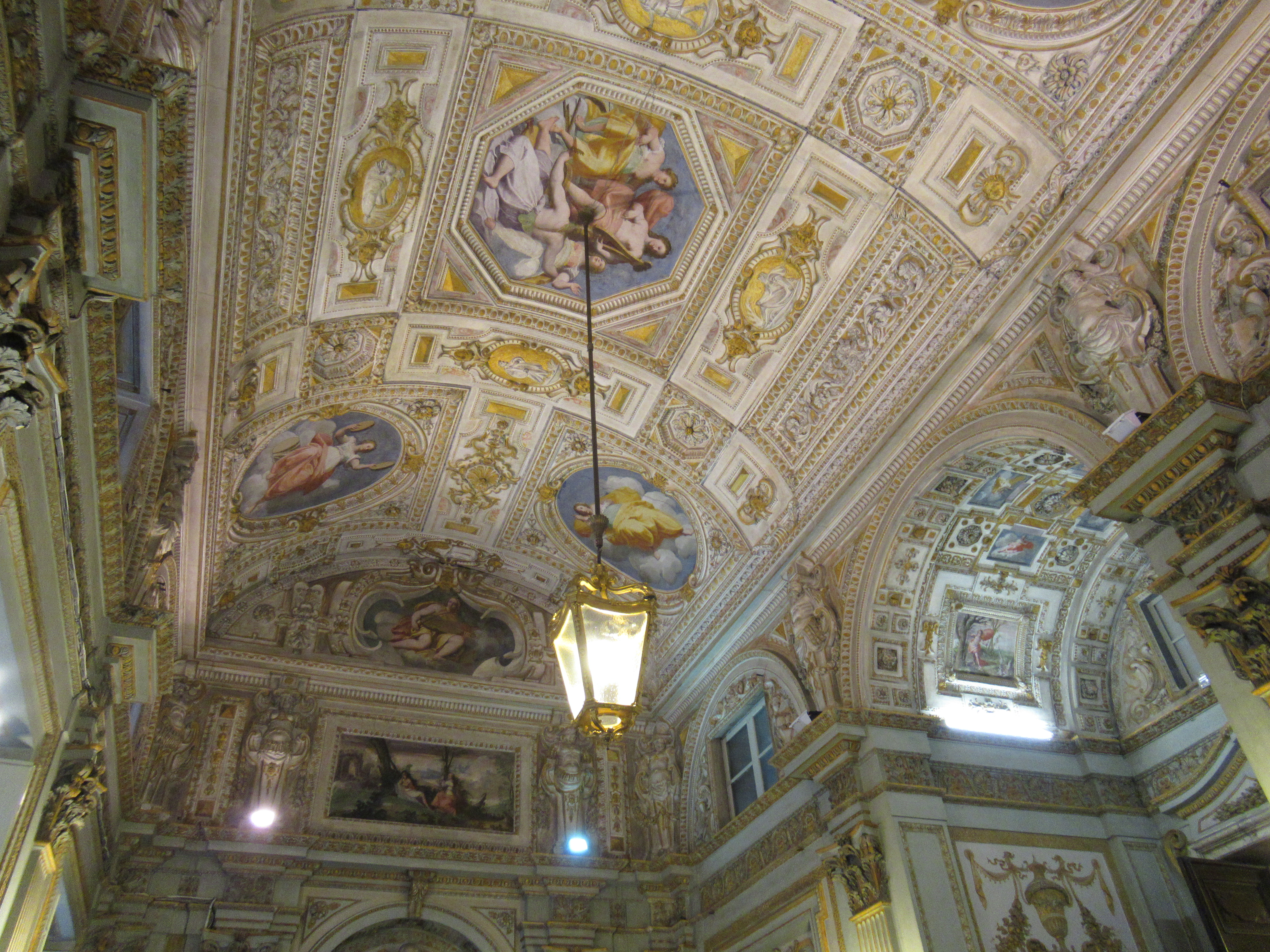
Volta con Apollo e le Muse, Palazzo di Tobia Pallavicino in Strada Nuova

Per il Pallavicino portò a compimento a Genova la costruzione e la decorazione sia della dimora cittadina che della villa extraurbana. La progettazione e decorazione del palazzo di città in Strada Nuova, oggi sede della Camera di commercio avvenne tra il 1558 e il 1561. Sono giunti intatti fino a noi due vestiboli del piano terreno e del piano nobile, completamente rivestiti dalla decorazione del Bergamasco, di evidente l'inspirazione ai modelli romani ed in particolare raffaelleschi. Al piano terreno cornici dalla delicata modulazione in stucco bianco corrono fra fantasiosi e minuti decori a grottesca e più ampi affreschi raffiguranti le divinità dell'Olimpo a figura intera, mentre negli ottagoni centrali sono rappresentate Giunone e Leda. Sulle pareti laterali e sulla volta del vestibolo del piano nobile sono raffigurati Apollo e le Muse incorniciati da stucchi dorati. Federico Alizeri ci dice in proposito: Il disegno di questo palazzo è di Giambattista Castello; che nel portico e nell'antisala del piano superiore colorì a fresco diverse Deità e bizzarre grottesche, adornando l'una e l'altra con plastiche di sua invenzione.
La villa suburbana del Pallavicino, oggi detta Villa delle Peschiere, fu edificata a partire dal 1560, su evidente modello di villa Giustiniani Cambiaso in Albaro. è dibattuto dalla critica se il progetto sia da attribuirsi interamente al Bergamasco, o se vi fu un intervento diretto dell'Alessi. Fu certamente il bergamasco a portarne a termine la costruzione e la decorazione ad affresco, nonché il giardino digradante a terrazze comprendente il ninfeo con la grotta decorata a mosaico. Gli affreschi con soggetti mitologici (Apollo sul carro del Sole e Storie di Apollo) furono realizzati con un intervento di Luca Cambiaso. Con il Cambiaso era impegnato negli stessi anni in San Matteo, chiesa gentilizia dei Doria, proseguendo l’opera di decorazione e sistemazione interna iniziata un decennio prima dal Montorsoli (in particolare, il disegno generale della decorazione delle navate, e l'affresco della seconda campata con la Vocazione di s. Matteo),

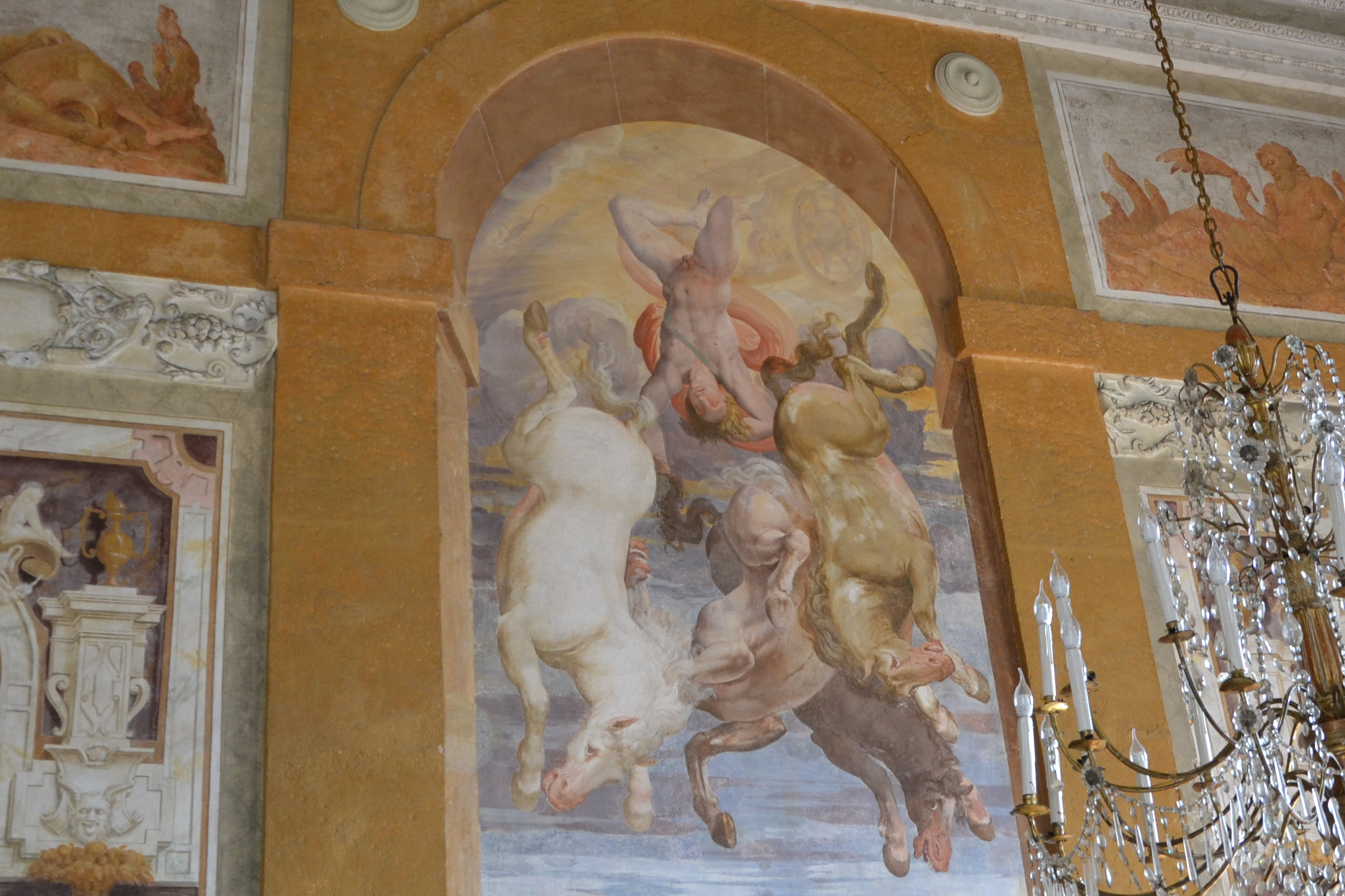
Caduta di Fetonte, Villa di Tobia Pallavicino delle Peschiere

Per Vincenzo Imperiale progetta ed esegue il Palazzo Imperiale di Campetto, e la decorazione della facciata e di numerosi ambienti interni.
Nel 1560 amplia, per conto di Domenico Grillo, l'omonimo palazzo Domenico Grillo, in piazza delle Vigne.

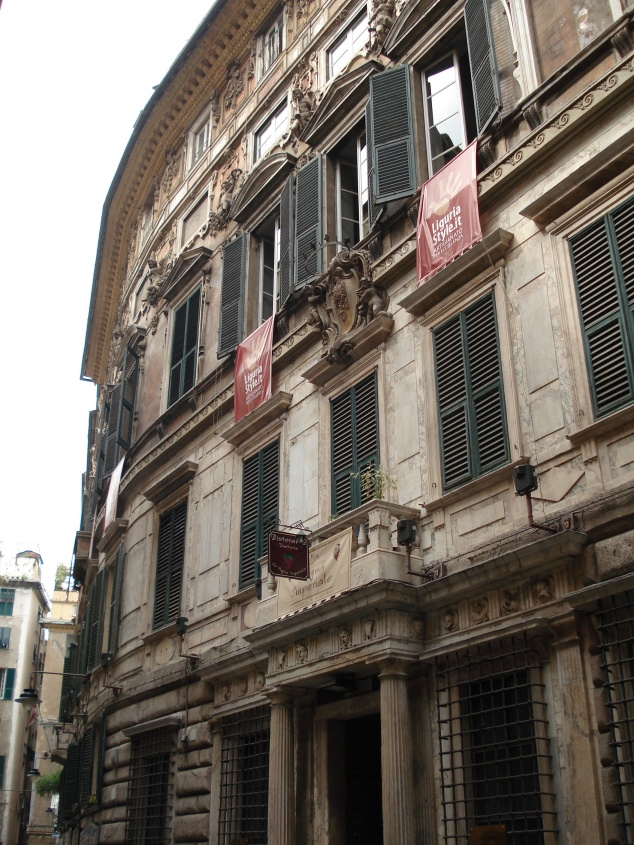
Palazzo Imperiale

Del 1563 è palazzo Podestà, l'anno successivo palazzo Doria e la villa Grimaldi a Sampierdarena. Nello stesso torno d'anni decora la chiesa dell'Annunziata di Portoria e parte della cattedrale della città.
Nel 1567 si trasferisce in Spagna al servizio del re Filippo II come architetto reale e dove tra l'altro lavora al Monastero dell'Escorial. Il figlio Fabrizio collaborò con Gian Battista e proseguì la sua attività pittorica.

## Opere d'architettura
- 1557-1560 Palazzo Vincenzo Imperiale a Genova, Campetto
- 1558-1560 Palazzo di Tobia Pallavicino (Palazzo Carrega-Cataldi) a Genova, n. 11 dei Palazzi dei Rolli
- Villa Imperiale di Terralba a Genova
- Palazzo della Meridiana di Gio. Battista Grimaldi a Genova
- Palazzo di Domenico Grillo in Piazza delle Vigne a Genova
- Palazzo di Tommaso Spinola di Pessagno in Salita Santa Caterina a Genova
- 1563 Palazzo di Lugi Centurione (Palazzo Podestà) a Genova, n. 14 dei Palazzi dei Rolli
- 1564 Palacio del Marqués de Santa Cruz, Don Álvaro de Bazán, en la ciudad espanola de El Viso en la provincia de Ciudad Real.

## Opere di pittura
- Pentecoste - Alassio, Chiesa di Sant'Ambrogio
- Collaborazioni con Luca Cambiaso nell'affresco del salone principale del Palazzo della Meridiana, a Genova.
- Storie di Ulisse, Villa Lanzi, Gorlago (Bergamo) - decorazione del salone con episodi tratti dall'Odissea, strappati e ospitati nel palazzo della Regione di Bergamo.[9]
- Decorazione a stucco ed affresco del palazzo Tobia Pallavicino in strada nuova a Genova
- Decorazione ad affresco della villa delle Peschiere  (Storie di Perseo, Storie di Apollo e Diana)
- Decorazione delle navate, affresco con la Vocazione di s. Matteo, Chiesa di San Matteo, Genova
- Decorazione ad affresco del Palazzo di Domenico Grillo (Storie di Psiche e Sacrificio d'Ifigenia) a Genova
- Decorazione del coro della Chiesa della Santissima Annunziata di Portoria  a Genova
- Decorazione della cappella Grimaldi in San Francesco di Castelletto (perduta in seguito alla demolizione della chiesa, sopravvive la tela con la Cattura del Cristo oggi a Palazzo Bianco)[10]
- Madonna Assunta, abside della Cappella Lercari nella Cattedrale di Genova
- Affreschi di Palazzo Baldassarre Lomellini in Strada Nuova
- Decorazione architettonica e pittorica di vari ambienti all’Alcázar di Madrid (successivamente distrutti da un incendio)
- Affreschi attribuiti in Palazzo Zurla De Poli a Crema